# Toxocampins
Els toxocampins (Toxocampinae) són una subfamília de lepidòpters ditrisis de la família dels erèbids (Erebidae).
Les papallones d'aquesta subfamília tenen una forma primitiva d'apèndixs genitals similars als d'algunes subfamílies de Noctuidae.

## Taxonomia
L'anàlisi morfològic classificava prèviament aquesta subfamília dins de la tribu Toxocampini de l'antiga subfamília Catocalinae, dins Erebidae.
L'anàlisi filogenètic dona suport a considerar la subfamília com un clade dins Erebidae, però fora de Catocalinae (ara anamenada Erebinae).

## Gèneres
- Anumeta
- Apopestes
- Autophila
- Lygephila
- Tathorhynchus